# Fred Hansen
Fred Hansen (Cuero (Texas), Estados Unidos, 29 de diciembre de 1940) fue un atleta estadounidense, especializado en la prueba de salto con pértiga en la que llegó a ser campeón olímpico en 1964.

## Carrera deportiva
En los JJ. OO. de Tokio 1964 ganó la medalla de oro en el salto con pértiga, con un salto por encima de 5.10 metros que fue récord olímpico, superando a los alemanes Wolfgang Reinhardt (plata con 5.05 m) y Klaus Lehnertz (bronce con 5.00 m).